# House of Gucci
House of Gucci ist ein US-amerikanisches Familiendrama von Ridley Scott, das am 24. November 2021 in die US-amerikanischen und am 2. Dezember 2021 in die deutschen Kinos kam. Im Film übernahm Lady Gaga die Rolle der Patrizia Reggiani, die ihren Ex-Ehemann Maurizio Gucci und damaligen Chef des gleichnamigen Modehauses, gespielt von Adam Driver, ermorden ließ.

## Handlung
Die aus bescheidenen Verhältnissen stammende Patrizia Reggiani lernt durch Zufall auf einer Party Maurizio Gucci, zu diesem Zeitpunkt Student der Rechtswissenschaften, kennen und beginnt zielstrebig mit ihm ein Verhältnis. Ihr Ziel ist ein sozialer Aufstieg in die Spitzen der Mailänder Gesellschaft. Maurizio Gucci heiratet sie gegen den Willen seines Vaters Rodolfo Gucci, der die Beziehungen zu seinem Sohn daraufhin abbricht. Das Paar lebt zunächst in einer Studentenwohnung, und Maurizio setzt sein Studium fort. Beteiligt zu gleichen Teilen an der Firma sind Rodolfo und sein Bruder Aldo. Auch Aldo hat einen Sohn, von dessen Unfähigkeit als Geschäftsmann und Designer der Vater zutiefst überzeugt ist. Aldo sieht in Maurizio den geeigneten Erben des Unternehmens und bemüht sich um eine Versöhnung von Maurizio und seinem Vater. Anders als Rodolfo akzeptiert er Patrizia, führt sie in das Modehaus ein und zeigt ihr z. B. den Hof, wo die Gucci eine Herde von besonderen Rindern halten. Nach der Geburt einer Tochter kommt es zu einer Annäherung von Vater und Sohn. Maurizio steigt in die Firma ein, und gleichzeitig nimmt Patrizia immer mehr Einfluss auf das Unternehmen.
Währenddessen schreibt das Unternehmen Gucci rote Zahlen, gilt als altmodisch und überholt. Gleichzeitig verweigern sich beide Firmeninhaber grundlegenden Erneuerungen und einer Anpassung an die wirtschaftlichen Veränderungen in den 1980er-Jahren. Eine Übernahme durch Investoren aus dem Ausland steht im Raum. Als Rodolfo stirbt, hinterlässt er zwar ein Testament, in dem er die Firmenanteile seinem Sohn hinterlässt, allerdings fehlt die Unterschrift. Das ruft den fähigen und loyalen Mitarbeiter Domenico De Sole auf den Plan, ein Geschäftsführer der Firma und Vertrauter Maurizios. De Sole hat als aufmerksamer Beobachter die Interna des Unternehmens im Blick und kennt die Umstände. Da Aldo sich allen Veränderungen in den Weg stellt, gelingt es De Sole in Kooperation mit Patrizia und stillschweigender Einwilligung Maurizios, Aldo um seine Anteile zu bringen. Dessen Geschäftsräume sind kurz vorher von der Finanzpolizei (Guardia di Finanza) durchsucht worden. Aldo wird wegen Steuerhinterziehung zu einem Jahr Haft verurteilt. Kurz danach veranstaltet Aldos Sohn eine Modenschau mit seinen eigenen Kreationen, die er unter dem Namen Gucci durchführt. Daraufhin wird er wegen illegaler Verwendung des Firmennamens angeklagt. Der Umgestaltung des Hauses Gucci steht nun nichts mehr im Weg.
Maurizio hat inzwischen eine Beziehung zu seiner Jugendliebe Paola Franchi aufgenommen, die er beim Skilaufen in St. Moritz wiedergesehen hat. Er reicht die Scheidung ein, was Patrizia aber unter keinen Umständen akzeptieren will. Nach der Scheidung gibt sie unter dem Einfluss ihrer Kartenlegerin den Mord an ihrem Ehemann in Auftrag. Maurizio Gucci wird auf offener Straße, als er den Firmensitz betreten will, von einem sizilianischen Auftragsmörder mit mehreren Schüssen getötet. Zwei Jahre später stehen alle am Mordkomplott Beteiligten vor Gericht – Patrizia, ihre Kartenlegerin und Beraterin sowie die beiden Auftragsmörder werden zu hohen bzw. lebenslangen Freiheitsstrafen verurteilt.

## Biografisches
Maurizio Gucci, der Enkel von Guccio Gucci und damaliger Chef des Modehauses Gucci, wurde am 27. März 1995 durch zwei Schüsse in den Kopf vor einem vornehmen Mailänder Bürogebäude getötet. Der damals 46-jährige Gucci starb auf den Marmorstufen in den Armen des Pförtners Giuseppe Onorato. Bei den Attentätern handelte es sich laut dem Pförtner um zwei Männer, die mit einem grünen Renault Clio entkamen.
Patrizia Reggiani wurde 1998 für schuldig befunden, den Mord an ihrem Ex-Mann Maurizio Gucci beauftragt zu haben, und saß hierfür ab Anfang 1997 rund 18 Jahre im Gefängnis. Laut Anklage war es ein „eiskalt geplantes Verbrechen“. Reggiani habe es nicht ertragen, von ihrem Mann verlassen worden zu sein, und habe aus „Geldgier, Neid und Hass“ gehandelt. Reggiani selbst beteuerte stets ihre Unschuld und sprach von einer „Verschwörung“ gegen sie durch die vier Mitangeklagten. Alle fünf Verurteilten, darunter der Auftragsmörder Benedetto Ceraulo, wurden zu Haftstrafen zwischen 19 und 29 Jahren verurteilt.

## Produktion

### Literarische Vorlage und Filmstab
„Es war Montag, der 27. März 1995. Morgens gegen halb neun fegte Giuseppe Onorato das Laub weg, das der Wind vor das Haus geweht hatte, in dem er arbeitete. Er war wie an jedem Wochentag um 8 Uhr gekommen und hatte wie immer zuerst die beiden großen Türflügel aus Holz weit geöffnet.“

Der Film basiert auf dem Roman The House of Gucci: A Sensational Story of Murder, Madness, Glamour, and Greed von Sara Gay Forden aus dem Jahr 2001, der in der deutschen Übersetzung von Anja Lazarowicz unter dem Titel GUCCI: Mode, Mord und Business bei Eichborn veröffentlicht wurde. Das auf Fordens Roman basierende Drehbuch wurde von Roberto Bentivegna geschrieben.
Die Verfilmung durch Regisseur Ridley Scott wurde im Jahr 2009 bekannt.

### Besetzung und Synchronisation
Adam Driver spielt Maurizio Gucci, den Enkel des Gucci-Gründers Guccio Gucci, Lady Gaga übernahm die Rolle von dessen Exehefrau Patrizia Reggiani. Nach A Star Is Born handelt es sich um ihre zweite Hauptrolle in einem Film. Salma Hayek spielt die neapolitanische Kartenlegerin und Weissagerin und Freundin von Reggiani Pina Auriemma, die im Zuge der damaligen Ermittlungen ebenfalls verhaftet wurde.
Die deutsche Synchronisation entstand nach einem Dialogbuch und der Dialogregie von Norman Matt im Auftrag der Iyuno Germany GmbH in Berlin.
| Rolle                      | Schauspieler             | Synchronsprecher   |
| -------------------------- | ------------------------ | ------------------ |
| Patrizia Reggiani          | Lady Gaga                | Jacqueline Belle   |
| Maurizio Gucci             | Adam Driver              | Julien Haggège     |
| Aldo Gucci                 | Al Pacino                | Frank Glaubrecht   |
| Rodolfo Gucci              | Jeremy Irons             | Lutz Riedel        |
| Paolo Gucci                | Jared Leto               | Jaron Löwenberg    |
| Domenico De Sole           | Jack Huston              | Alexander Doering  |
| Giuseppina „Pina“ Auriemma | Salma Hayek              | Christin Marquitan |
| Silvana Reggiani           | Alexia Murray            |                    |
| Fernando Reggiani          | Vincent Riotta           | Erich Räuker       |
| Franco                     | Gaetano Bruno            | Maximilian Dirr    |
| Paola Franchi              | Camille Cottin           | Katrin Zimmermann  |
| Nemir Kirdar               | Youssef Kerkour          | Sven Brieger       |
| Tom Ford                   | Reeve Carney             | Tim Knauer         |
| Jenny Gucci                | Florence Andrews         |                    |
| Saïd                       | Mehdi Nebbou             | Frank Röth         |
| Omar                       | Miloud Mourad Benamara   |                    |
| Ivano Savioni              | Andrea Piedimonte Bodini | Dirk Bublies       |
| Benedetto Ceraulo          | Vincenzo Tanassi         | Sven Brieger       |

### Dreharbeiten, Kostüme und Ausstattung
Die Dreharbeiten fanden im März 2021 in Rom und in Cinecittà, am Comer See, in Florenz und im Ski-Resort Gressoney-Saint-Jean im Aostatal statt. Die Szenen im Wohnsitz von Rodolfo Gucci wurden in der Villa Necchi Campiglio in Mailand gedreht, ehemals im Besitz der Industriellenfamilie Necchi und heute Museum. Als Wohnsitz von Aldo Gucci in Italien diente ein Palast, der von Kardinal Gallio gegen Ende des 16. Jahrhunderts erbaut wurde. Als Kameramann fungierte Dariusz Wolski, mit dem Scott zuletzt für Alles Geld der Welt und Alien: Covenant zusammenarbeitete.
Die Kostüme entwarf die vielfach ausgezeichnete Oscar-Gewinnerin Janty Yates. Für House of Gucci erhielt sie eine Nominierung für den Hollywood Critics Association Award. Für das Szenenbild mitverantwortlich war Letizia Santucci, die ebenfalls schon mehrfach für Filmpreise nominiert war, 2019 mit dem British Film Designers Guild Award ausgezeichnet wurde und für Gucci für den Hollywood Critics Association Award nominiert wurde.

### Filmmusik, Marketing und Veröffentlichung
Die mehr als 80 Nummern umfassende Filmmusik besteht sowohl aus Popmusik als auch aus einer Reihe von Szenen aus populären italienischen Opern, wie La Traviata, Rigoletto oder Madame Butterfly. Verantwortlich für die Filmmusik war wie bei Scotts Der Marsianer der britische Filmkomponist Harry Gregson-Williams. Ein Soundtrack-Album mit der Musik von Gregson-Williams und im Film verwendeten Songs von George Michael, Donna Summer, David Bowie, Miguel Bosé, Blondie, New Order, Eurythmics, Annie Lennox und David Stewart wurde am 8. Dezember 2021 von Interscope und Decca Records als Download veröffentlicht. Anfang 2022 ist eine Veröffentlichung auf CD geplant.
Ein erster Trailer wurde Ende Juli 2021 vorgestellt. Der Film kam am 24. November 2021 in die US-amerikanischen Kinos und startete am 2. Dezember 2021 in den deutschen Kinos und in der Deutschschweiz. Die Premiere erfolgte bereits am 9. November 2021 im Odeon Luxe Leicester Square in London.

## Rezeption

### Altersfreigabe
In den USA erhielt der Film von der MPAA ein R-Rating, was einer Freigabe ab 17 Jahren entspricht. In Deutschland wurde der Film von der FSK ab 12 Jahren freigegeben. In der Freigabebegründung heißt es, die Dramatik der Geschichte werde vor allem über Dialoge vermittelt, und vereinzelt komme es zu vulgärer Sprache und Drohungen, was jedoch für Jugendliche ab 12 Jahren keine Überforderung darstelle. Eine etwas längere Sexszene sowie der Mordanschlag seien zwar intensiv, jedoch nicht explizit inszeniert und könnten von Zuschauern ab 12 Jahren in den Kontext der Gesamthandlung eingeordnet und entsprechend verarbeitet werden.

### Reaktionen der Familie Gucci
Die Familie Gucci reagierte unzufrieden auf die Verfilmung der Geschehnisse durch Scott. Patrizia Gucci, die Urenkelin von Guccio Gucci, zeigte sich gegenüber der Associated Press besorgt, dass der Film „über die schlagzeilenträchtige wahre Kriminalgeschichte hinausgeht und in das Privatleben der Guccio-Gucci-Erben eindringt“. Man würde die Identität einer Familie stehlen, um Profit zu machen.

### Kritiken und Einspielergebnis
Die Kritiken fielen gemischt aus.

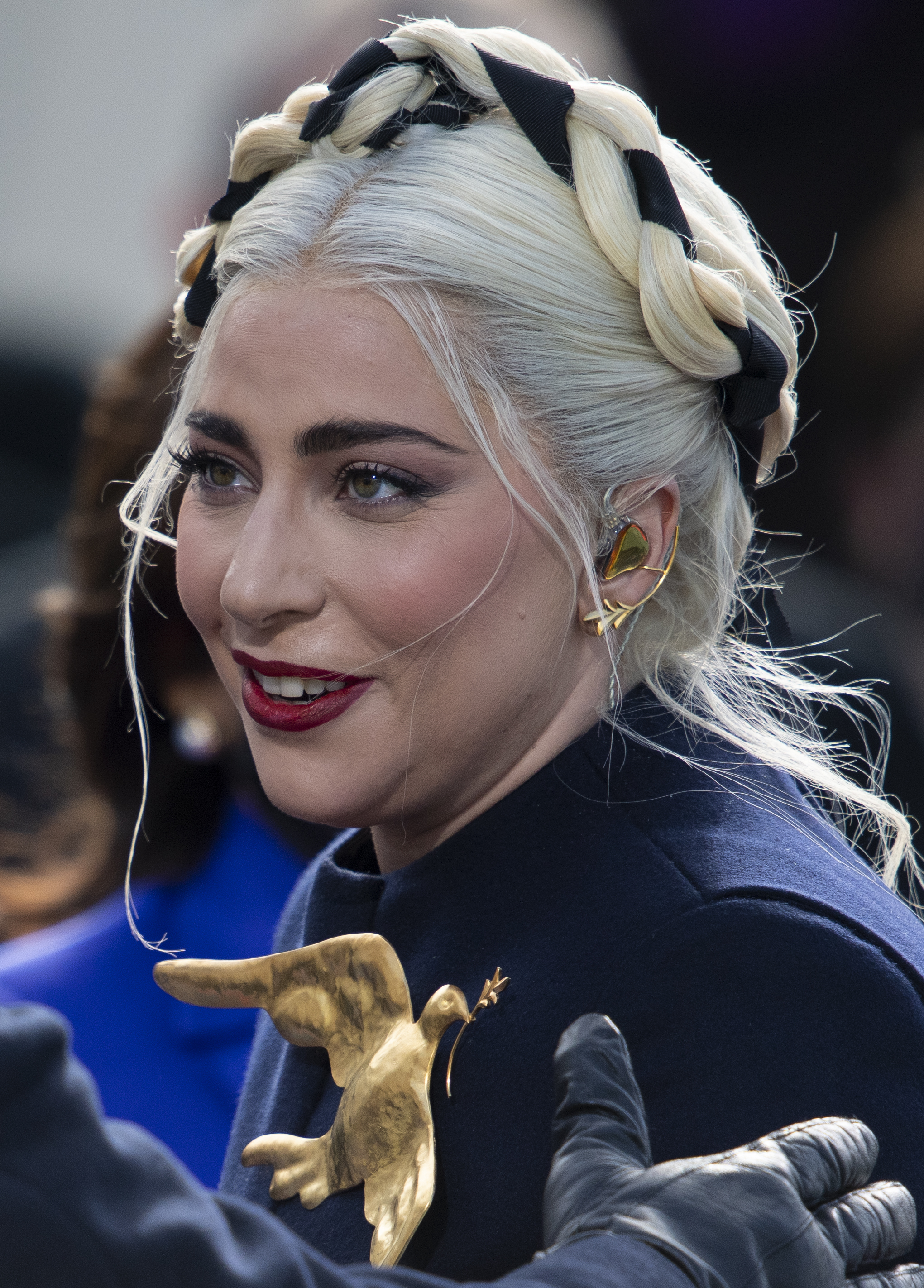
Lady Gaga spielt in der Hauptrolle Patrizia Reggiani

Jens Hindrichsen vom Monopol-Magazin schreibt: „House of Gucci wirkt über weite Strecken wie eine geglückte Parodie auf Thomas Manns Buddenbrooks mit einem Schuss Der-Pate-Trilogie. Verfall einer Familie, vor allem im geistig-moralischen Sinn. Wer nicht mehr nützlich ist, wird ausgezahlt und damit kaltgestellt.“
Peter Osteried, Filmkorrespondent der Gilde deutscher Filmkunsttheater, schreibt, visuell sei House of Gucci ansprechend, und in Hinblick auf die musikalische Untermalung sei der Film auch eine Schau, aber letztlich könne er nur mit Oberflächlichkeiten punkten. Der Film mache immer wieder grobe Zeitsprünge und lasse den Zuschauer damit allein, sich in der Chronologie zurechtzufinden, auch weil die Figuren optisch in den 24 Jahren kaum altern. Regisseur Ridley Scott habe hier dasselbe Problem wie bei Alles Geld der Welt und mache aus der Geschichte eine Farce. Teils sei der Film sogar einigermaßen peinlich, so durch Lady Gaga mit ihrem gekünstelten Spiel, die in A Star Is Born noch mit ihrer Natürlichkeit überzeugte. Schlichtweg peinlich sei jedoch die Darstellung von Paolo Gucci, den Jared Leto mit fettigem Haar und pausbäckig geschminkt, als Kasper und Hofnarr darstellt, so Osteried. Dessen Tochter Patrizia Gucci habe sich zu Recht geäußert, dass diese Darstellung schrecklich sei. Er resümiert: „Die Eckdaten mögen stimmen, die Freiheiten bei der Erzählung einer wahren Geschichte sind aber zu zahlreich, als dass man sie noch gutheißen könnte. House of Gucci ist ein visueller Triumph, ansonsten jedoch in jeder Beziehung eine Groteske.“
Thomas Schultze von Blickpunkt:Film schreibt, die Hauptdarsteller ähnelten den realen Protagonisten dieser Tragödie, seien aber doch auch Karikaturen, krasse Zerrbilder ihrer selbst wie in der Commedia dell’arte, Narren und lächerliche Gestalten allesamt. War Alles Geld der Welt Scotts Variation von Citizen Kane, so folge House of Gucci den Motiven von Der Pate, nur eben erzählt als Farce über Maurizio Gucci, der Michael Corleone dieser Geschichte, der nichts mit dem Geschäft zu tun haben und Anwalt werden will.
In der Süddeutschen Zeitung kommentiert Tanja Rest: „Ridley Scott hätte eine bitterböse Farce drehen können. Oder ein Familiendrama all’italia. Oder einen Ehe-Thriller. Oder ein Psychogramm des Luxus. Stattdessen macht er von allem ein bisschen, also nichts wirklich.“
Martin Schwickert meint in der Stuttgarter Zeitung, trotz der markanten schauspielerischen Leistungen erweise sich House of Gucci unter dem Strich eher als hoch subventionierte Seifenoper im High-End-Format denn als Meilenstein der Filmgeschichte.
Die weltweiten Einnahmen des Films aus Kinovorführungen beliefen sich bis zum 6. Februar 2022 auf mehr als 150 Millionen US-Dollar. In Deutschland befand sich der Film mehrere Wochen auf Platz 1 der Arthouse-Kino-Charts und verzeichnete ca. 1.185.000 Besucher.

### Auszeichnungen (Auswahl)
British Academy Film Awards 2022
- Nominierung als Beste Hauptdarstellerin (Lady Gaga)

Golden Globe Awards 2022
- Nominierung als Beste Schauspielerin (Lady Gaga)

Make-Up Artists and Hair Stylists Guild Awards 2022
- Nominierung in der Kategorie Period and/or Character Make-Up (Jana Carboni, Sarah Tanno, Daniel Lawson Johnston und Stefania Pellegrini)
- Nominierung in der Kategorie Special Make-Up Effects (Göran Lundström und Federica Castelli)
- Nominierung in der Kategorie Period Hair Styling and/or Character Hair Styling (Giuliano Mariano, Frederic Aspiras, Alexis Continente und Anna-Carin Lock)[36]

New York Film Critics Circle Awards 2021
- Auszeichnung als Beste Hauptdarstellerin (Lady Gaga)

Oscarverleihung 2022
- Nominierung für das Beste Make-up und die besten Frisuren (Göran Lundström, Anna-Carin Lock und Frederic Aspiras)

Palm Springs International Film Festival 2022
- Auszeichnung mit dem Icon Award (Lady Gaga)[37]

Satellite Awards 2021
- Nominierung als Beste Hauptdarstellerin (Lady Gaga)
- Nominierung als Bester Nebendarsteller (Jared Leto)[38]